# Harvey Glance
Harvey Edward Glance (Phenix City, 28 de março de 1957 – Mesa, 12 de junho de 2023) foi um velocista e campeão olímpico norte-americano.

## Biografia
Estudante da Universidade de Auburn, no Alabama, seu estado natal, igualou por duas vezes o recorde mundial dos 100 m rasos – 9s9 – em 1976, poucos meses antes dos Jogos Olímpicos; neste ano e no seguinte foi bicampeão da distância no campeonato da National Collegiate Athletic Association. Em 1976 também marcou 10s12 e 10s11 para a distância com cronometragem automática, então recordes mundiais juniores para os 100 m, em Eugene, no Oregon.
Em Montreal 1976 ficou apenas na quarta colocação nos 100 m, uma prova ganha pelo trinitino Hasely Crawford e onde nenhum americano subiu ao pódio, pela primeira vez desde Amsterdã 1928. Conquistou, porém,  a medalha de ouro integrando o revezamento 4x100 m junto com Lam Jones, Millard Hampton e Steve Riddick.  Em 1979 participou dos Jogos Pan-americanos de San Juan, em Porto Rico, conquistando a prata nos 100 m e o ouro no revezamento 4x100 m.
Mesmo qualificado para os Jogos de Moscou 1980 nos 100 m, não pôde participar de sua segunda Olimpíada por causa do boicote de seu país aos Jogos na União Soviética. Sem participar de Los Angeles 1984, voltou a ganhar medalhas de ouro integrando o 4x100 m no Pan de Indianápolis 1987 e no Mundial de Roma, no mesmo ano.
Nos anos 90, depois de encerrar a carreira nas pistas, tornou-se técnico de atletismo da Universidade de Auburn, onde estudou, e da Universidade do Alabama.
Morreu em 12 de junho de 2023, aos 66 anos, em Mesa.